# 深山幽谷

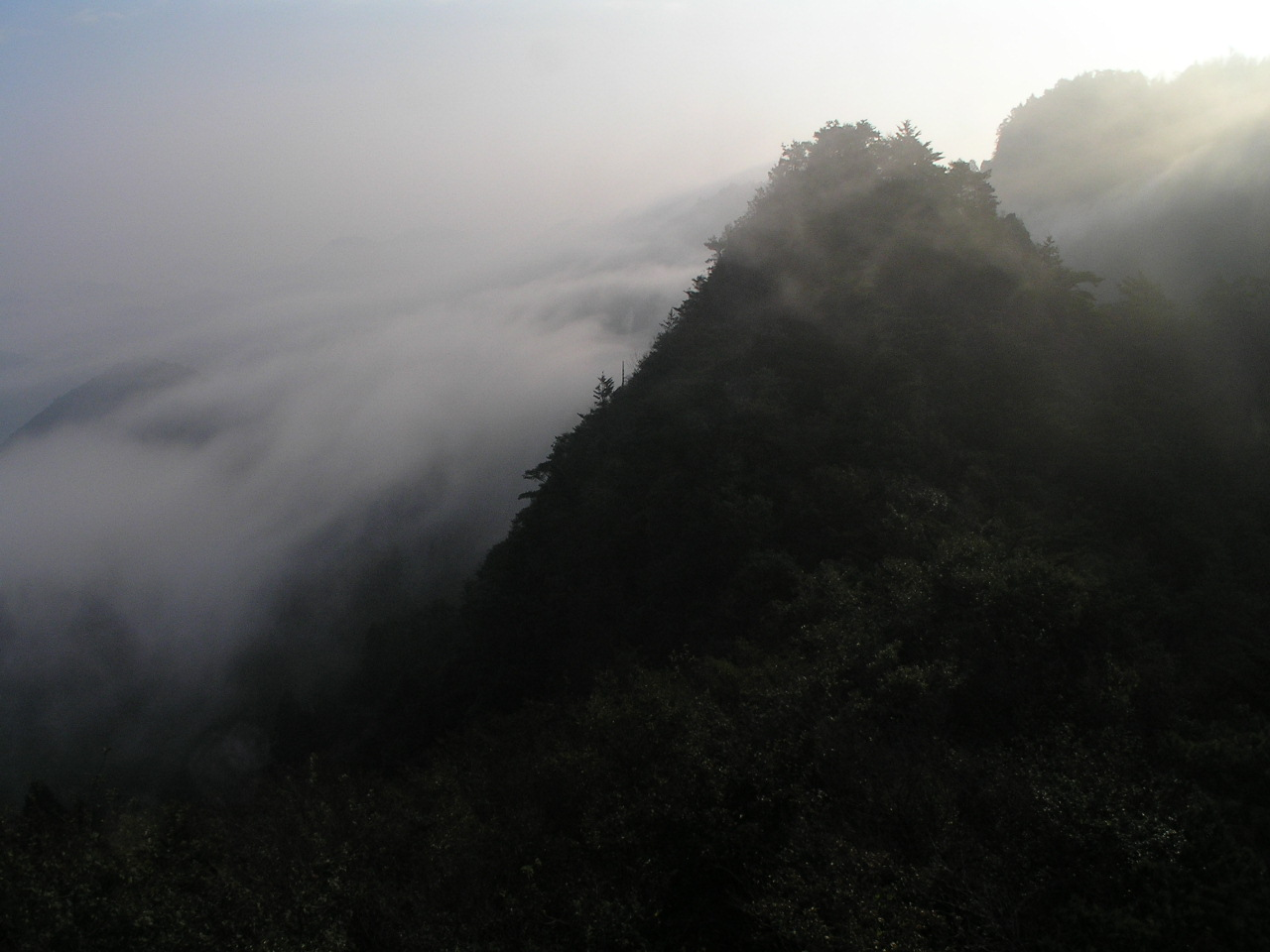
しばしば山水画、水墨画の主題となる。

深山幽谷（しんざんゆうこく）とは、ほとんど人跡未踏のような奥深い自然の地をいう。「深山」は人里遠く離れた奥深い山、「幽谷」は山奥深くにある静かな谷の意。古代、中国で仙人が修行したといわれるような、人里離れた山中の仙境を意味する。「深山窮谷」、「窮山通谷」、「窮山幽谷」なども同義である。

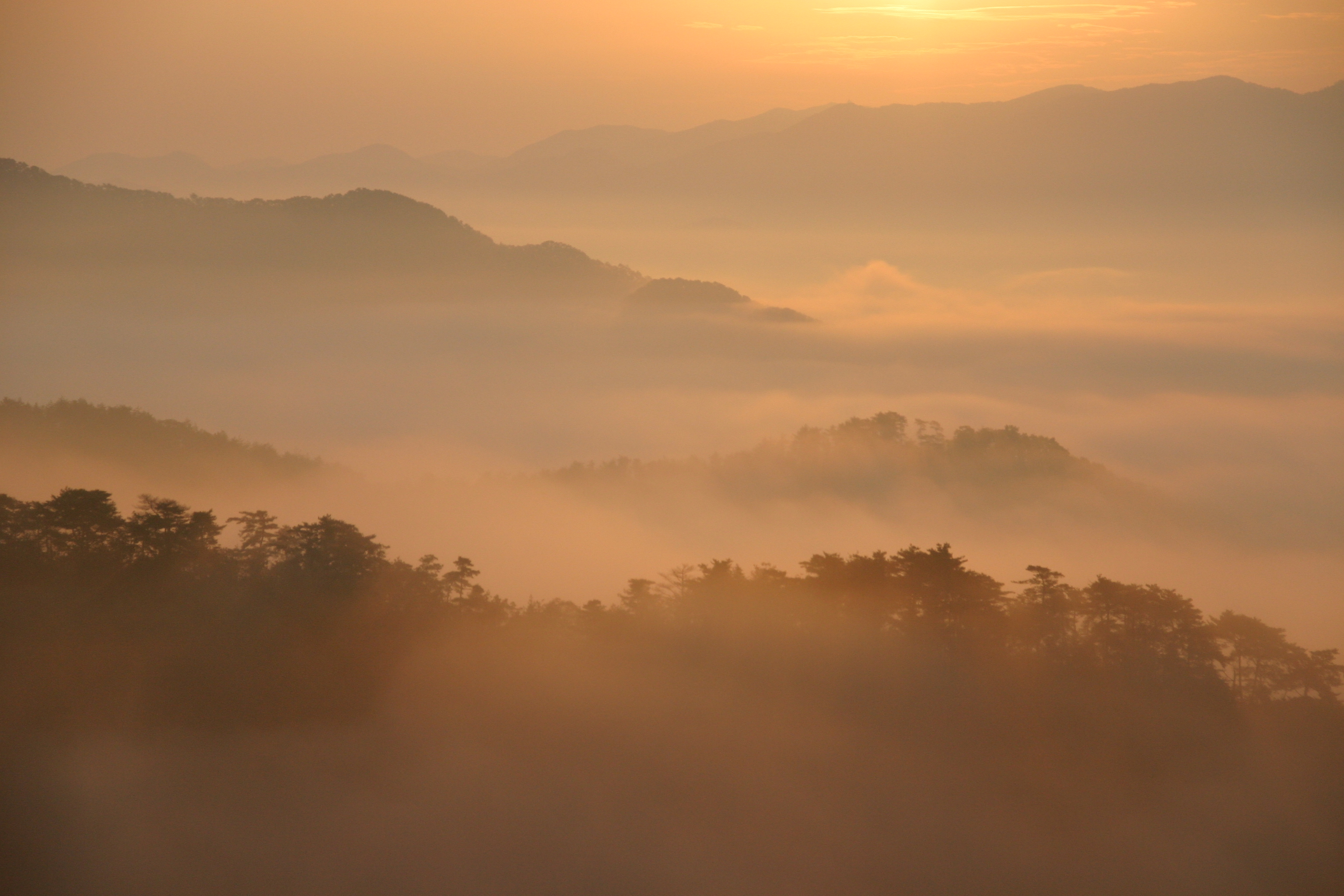
深山幽谷は幽玄な趣を見せる山岳と渓谷の織り成す大自然のさまをいう

一般的に、深く幽玄な趣を見せる山岳と渓谷の織り成す大自然のさまを愛で、しばしばそのように表現されることがある。日本ではしばしば和歌や句に詠まれたり、絵に表されたりするなど芸術的感興を呼び起こすものとして捉えられることも多い。山水画、水墨画の主題ともなる。日本画家の東山魁夷は、しばしばそのような風景を描き人気を博した。尺八も深山幽谷を表現したものである。
環境学では、人為的な営みによって維持される里山の対義語として、原生地域が残る「深山（みやま）」を山岳信仰のような自然崇拝によって保たれてきたことから人文学的に深山幽谷と例えることがある。
古代中国では不老不死の仙人は深山幽谷に棲むと言い伝えられ、霞や仙人食と言われる独自の食料を食べているとされる。『抱朴子』などの古典には、詳細に記述されているが、それらは仙草、仙果と呼ばれる仙気の強い山野草・果物などの植物が主体である。具体的には、オオバコ、セリ、アカザ、ユキノシタ、スベリヒユ、ハコベ、松実、胡桃、乾葡萄、腰果、紅棗などが知られている。

## 絵画に見る深山幽谷

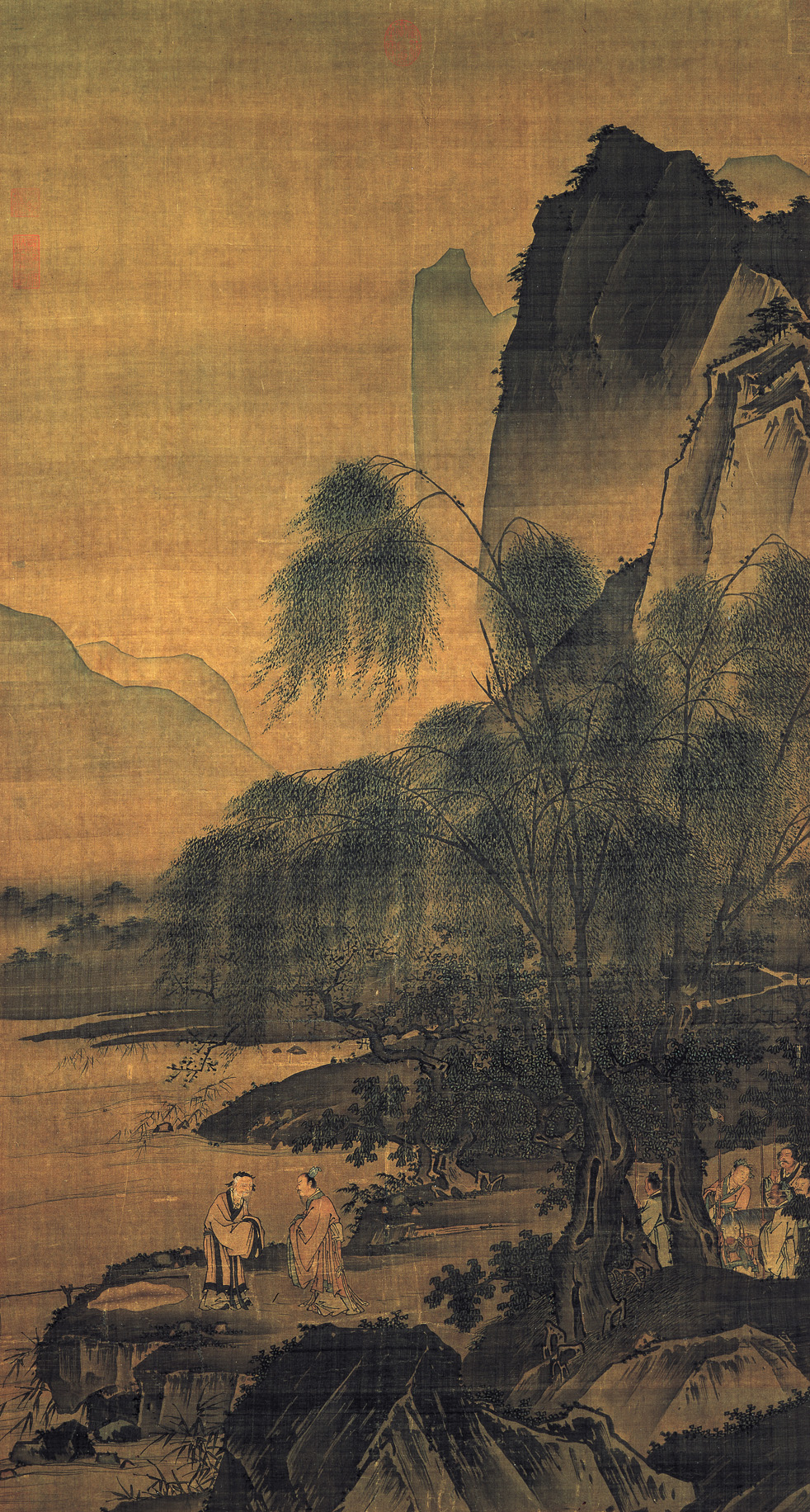
明初に描かれた渭水での呂尚と文王の邂逅、戴進画
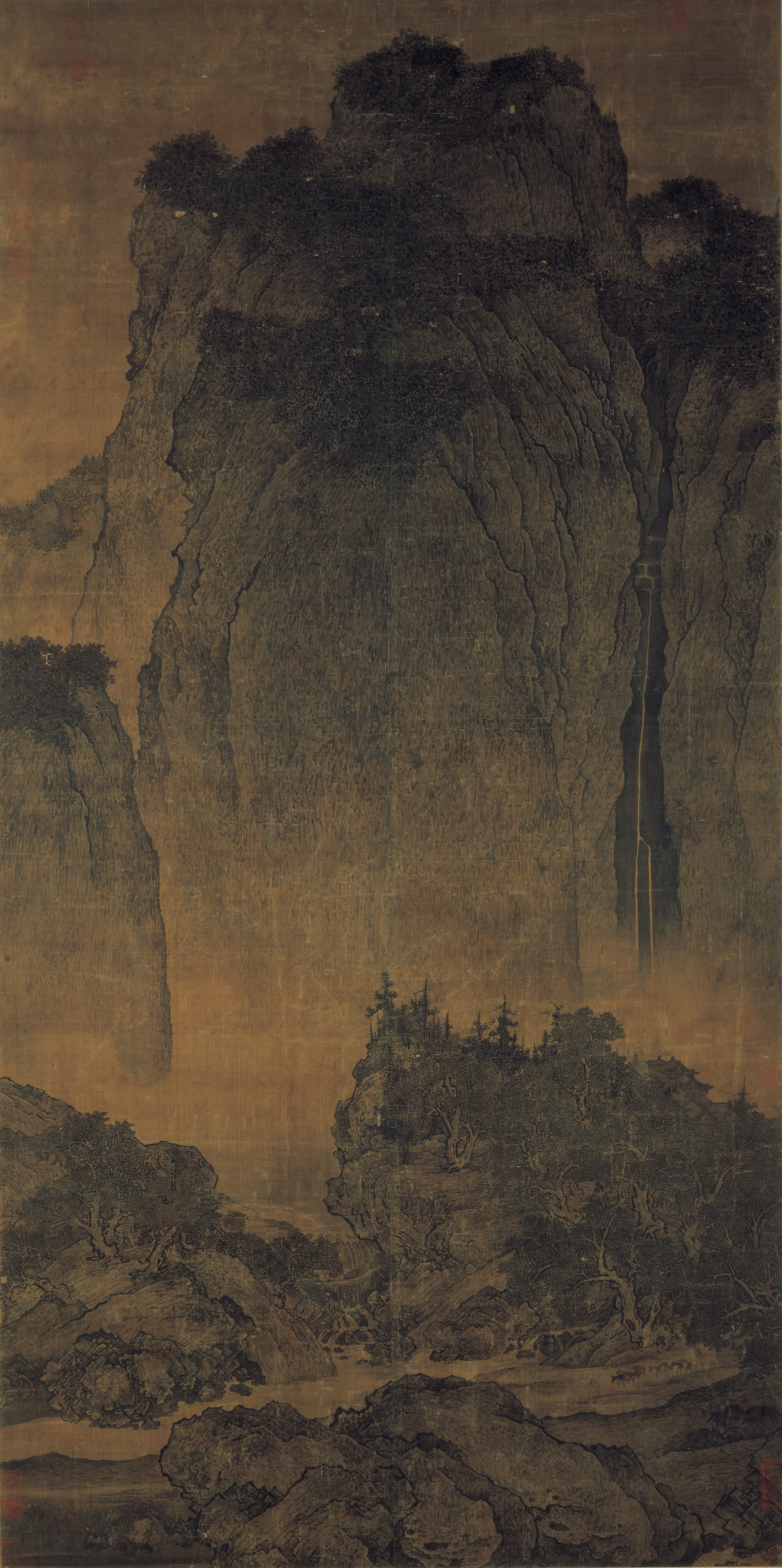
渓山行旅図、北宋、范寛
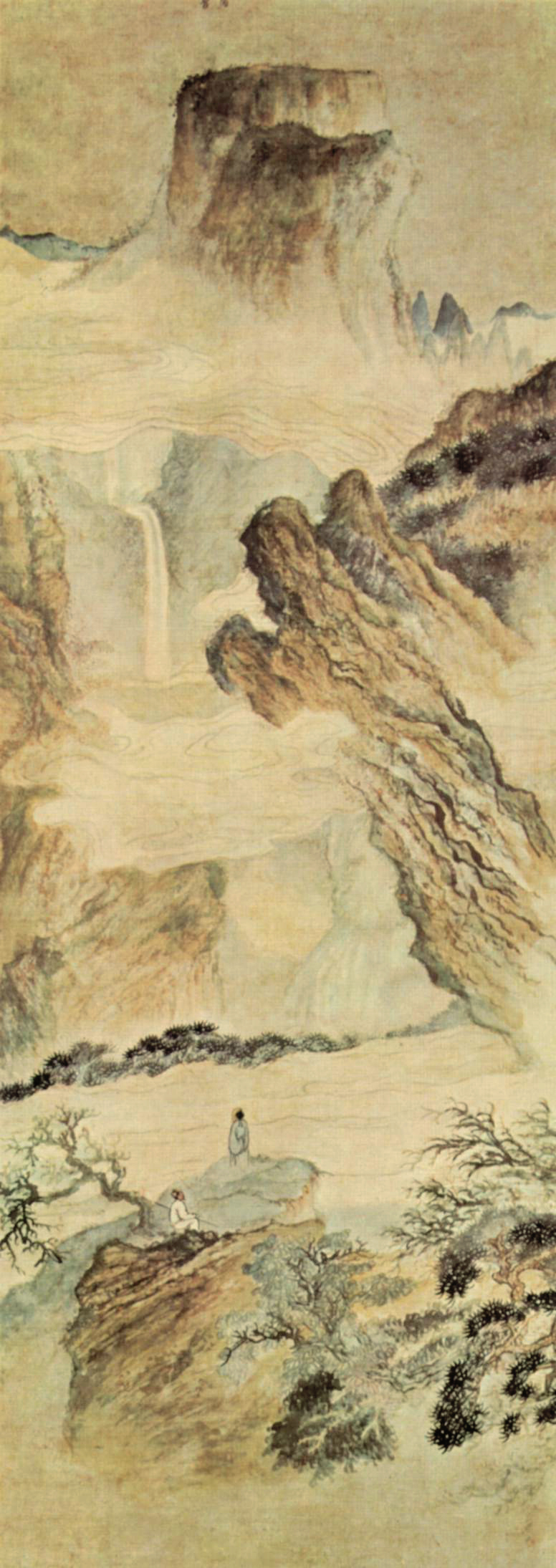
廬山観瀑図、清初期、石濤、泉屋博古館所蔵